# 横戸長兵衛
横戸 長兵衛（よこと ちょうべえ、1947年（昭和22年）1月23日 - ）は、日本の政治家。元山形県上山市長（4期）、元上山市議会議員（4期）。

## 来歴
山形県南村山郡山元村（現上山市）出身。山形県立上山農業高校（現上山明新館高校）卒業。1991年（平成3年）5月、上山市議会議員に初当選。2001年（平成13年）5月、議長に就任。議長を2期4年務めた。2006年（平成18年）12月、市議を辞職。
2007年（平成19年）2月4日に行われた上山市長選挙に自民党・公明党の推薦を得て出馬。元市議の枝松直樹ら3人の候補者との戦いを制し初当選した（横戸長兵衛9,144票、枝松直樹6,117票、奥村博3,785票、門間徹2,274票）。同年2月14日、市長就任。
2011年（平成23年）、無投票により再選。
2015年（平成27年）、無投票により3選。
2019年（平成31年）、会社役員の柴田悦夫との一騎打ちを制し4選。（横戸長兵衛10,354票、柴田悦夫5,705票）
2022年（令和4年）12月、市議会定例会の一般質問において、次回市長選に出馬することを一度表明したものの、2023年（令和5年）1月16日、脳梗塞の発症に伴う自身の健康状態の不安を理由として、市長選不出馬を表明した。